# Obermodern-Zutzendorf
 Obermodern-Zutzendorf (en alsacià Owermodre-Zutzedorf) és un municipi francès, situat a la regió del Gran Est, al departament del Baix Rin. L'any 2006 tenia 1.526 habitants.
Forma part del cantó de Bouxwiller, del districte de Saverne i de la Comunitat de comunes de Hanau-La Petite Pierre.

## Demografia
| 1962  | 1968  | 1975  | 1982  | 1990  | 1999  |
| ----- | ----- | ----- | ----- | ----- | ----- |
| 1.445 | 1.459 | 1.464 | 1.481 | 1.395 | 1.436 |

## Administració
| Període   | Identitat        | Partit |
| --------- | ---------------- | ------ |
| 2001-2008 | Georges Leonhart |        |
| 2008-     | Helmut Stegner   |        |